# Picumne perlé
Picumnus steindachneri
Espèce
Statut de conservation UICN

 NT A3c : Quasi menacé
Le Picumne perlé (Picumnus steindachneri), est une espèce d'oiseaux de la famille des Picidae (sous-famille des Picumninae), endémique du Pérou.
Son nom scientifique d'espèce commémore Franz Steindachner, zoologiste autrichien (1834-1919).